# Coupe du Président d'Irlande féminine 2024
La Coupe du Président d'Irlande féminine 2024, en anglais : 2024 Women's President's Cup, est la deuxième édition de la Coupe du Président, une compétition de football qui oppose en début de saison le vainqueur du championnat et celui de la Coupe d'Irlande. Les championnes d'Irlande 2023 le Peamount United  Football Club sont opposées aux vainqueurs de la Coupe d'Irlande 2023, le Athlone Town Association Football Club Ladies. La rencontre se déroule au Athlone Town Stadium à Athlone.

## Organisation
La rencontre se déroule le 2 mars 2024 au Athlone Town Stadium à Athlone dans le centre de l'Irlande. La rencontre se déroule comme il en est aussi l'usage pour la compétition masculine sous la présidence du Président d'Irlande Michael D. Higgins. Mais cette année, ce patronage n'est que symbolique puisque le Président Higgins est absent pour la rencontre. Il est en effet hospitalisé depuis le jeudi 29 février et le restera par précaution tout au long du week-end.

## Le match

### Présentation de la rencontre
Pour la deuxième fois consécutivement, Athlone Town Ladies dispute la coupe du Président d'Irlande. Le club des Midlands affronte le champion en titre Peamount United dans le match d'ouverture de la saison féminine en Irlande.
Peamount se présente avec un effectif quasiment inchangé par rapport à celui de la saison 2023. Un seul départ celui de la milieu de terrain Tara O'Hanlon partie à Manchester City et deux arrivées en provenance du Bohemian FC. L'équipe se présente donc en favorite.
Athlone de son côté aligne un effectif amputé d'un élément majeur pour cette rencontre. : la meilleure buteuse de la saison précédente Dana Sheriff est absente.

### Déroulement de la rencontre
Athlone Town Ladies remporte la rencontre en marque trois buts en neuf minutes dans le dernier quart d'heure du match,.
| 2 mars 2024 | Athlone Town Ladies | 3 - 0   | Peamount United | Athlone Town Stadium                         |                                              |
| 17:00       | Chloe Singleton 77e 84e · Casey Howe 86e | (0-0)   | | Spectateurs : 1 152 Arbitrage : Ray Matthews | Spectateurs : 1 152 Arbitrage : Ray Matthews |
| 17:00       | Katie Keane ; Kellie Brennan, Kayleigh Shine, Jesi Rossman, Shauna Brennan ; Kate Slevin (Jenaya Robertson 65e), Laurie Ryan, Roisin Molloy (Gillian Keenan 85e), Kerryanne Brown (Chloe Singleton 65e), Madison Gibson ; Casey How. | Équipes | Niamh Reid-Burke ; Lauryn O'Callaghan, Jetta Berrill, Ciara Maher, Dearbhaile Beirne ; Jess Fitzgerald, Freya Healy (Louise Masterson 80e), Karen Duggan, Sadhbh Doyle (Erica Burke 57e), Erin McLoughlin ; Ellen Dolan. | Spectateurs : 1 152 Arbitrage : Ray Matthews | Spectateurs : 1 152 Arbitrage : Ray Matthews |